# Alypophanes iridocosma
Alypophanes iridocosma är en fjärilsart som beskrevs av Turner 1908. Alypophanes iridocosma ingår i släktet Alypophanes och familjen nattflyn. Inga underarter finns listade i Catalogue of Life.